# Entdeckungswahrscheinlichkeit
Bei Radargeräten gibt die Entdeckungswahrscheinlichkeit an, mit welcher prozentualen Häufigkeit ein Nutzsignal zur Anzeige kommt. Sie ist unmittelbar vom Signal/Rausch-Verhältnis und vom eingestellten Schwellwert abhängig und sollte sinnvollerweise möglichst groß sein. Normalerweise wird die Radarreichweite für eine Entdeckungswahrscheinlichkeit von 80 % angegeben.
Für analoge Radargeräte wird folgender Berechnungsalgorithmus verwendet: 
{\displaystyle P_{D}={\frac {\text{entdeckte Ziele}}{\sum {\text{aller Ziele}}}}\cdot 100\,\%}
Wenn das empfangene Echosignal demoduliert ist und als Videosignal (oder als Datenwort) vorliegt, wird es über Schwellwertschaltungen geleitet, die so eingestellt sein sollen, dass sie Nutzsignale ab einer gewissen Amplitude passieren lassen und das Rauschen weitgehend unwirksam machen. Da im Rauschen Rauschspitzen enthalten sind, die in der Größenordnung kleiner Nutzsignale liegen, muss in der Schwellwertschaltung ein Kompromiss eingegangen werden. Einerseits sollen Nutzsignale ab einer festgelegten minimalen Amplitude zur Anzeige gelangen, andererseits darf die Falschalarmrate einen gewissen Prozentsatz nicht übersteigen.
In älteren Publikationen wird die Entdeckungswahrscheinlichkeit noch mit dem englischen Begriff „Blip Scan Ratio“ bezeichnet.